# Grimstad
Grimstad je grad i središte istoimene općine u norveškoj županiji Aust-Agder. 

## Zemljopis
Grad se nalazi u južnoj Norveškoj u zaljevu Skagerrak, jugozapadno od Osla. U zaleđu grada nalazi se nekoliko jezera a najveća su Syndle i Rore.

## Stanovništvo
Prema podacima o broju stanovnika iz 2010. godine u gradu živi 20.497 stanovnika.

## Gradovi prijatelji
- Billund, Danska
- Köping, Švedska
- Asikkala, Finska

## Znamenite osobe
- Knut Hamsun, norveški pisac dobitnik Nobelove nagrade

## Vanjske poveznice
- Službene stranice općine

### Ostali projekti
|  | Zajednički poslužitelj ima još gradiva o temi Grimstad |